# Polyrhachis croceiventris
Polyrhachis croceiventris är en myrart som beskrevs av Carlo Emery 1900. Polyrhachis croceiventris ingår i släktet Polyrhachis och familjen myror. Inga underarter finns listade i Catalogue of Life.